# Liste des sénateurs belges (législature 1985-1987)
Pour les articles homonymes, voir Liste des sénateurs belges.
Liste des sénateurs pour la législature 1985-87 en Belgique, à la suite des élections législatives  par ordre alphabétique.

## Bureau

### Président
- Edward Leemans

## Membres

### de droit
- S.A.R. Mgr. le Prince Albert de Belgique

### élus
1. Hugo Adriaensens (arr.Malines-Turnhout)
2. Paul Akkermans (nl) (arr.Anvers)
3. Antoine (arr.Charleroi-Thuin)
4. Charles Aubecq (arr.Nivelles)
5. Jan Bascour[1], secrétaire (jusque 28.11.85) (arr.Bruxelles)
6. René Basecq, 1er vice-président (arr.Nivelles)
7. Raymond Bataille (arr.Huy-Waremme)
8. Robert Belot (arr. Namur/Dinant-Philippeville)
9. Henri Boel (arr.Louvain)
10. Pol Boël (arr.Mons-Soignies)
11. René Borremans (arr.Charleroi-Thuin)
12. Jozef H. Bosmans (arr.Anvers)
13. Jacky Buchmann[2] (arr.Anvers)
14. Michel Capoen (arr.Courtrai-Ypres)
15. Georges Cardoen (arr.Bruxelles)
16. Jos Chabert (arr.Bruxelles)
17. baron Pierre Clerdent (arr.Liège)
18. Robert Collignon (arr.Huy-Waremme)
19. Willem Content (arr. Bruges)
20. Etienne Cooreman (nl) (arr.Termonde/Saint-Nicolas)
21. Amand Dalem (arr.Namur-Dinant-Philippeville)
22. Jos De Bremaeker (arr.Anvers)
23. Constant De Clercq (nl), questeur (arr. Malines/Turnhout)
24. Arnaud Decléty (arr. Tournai-Ath-Mouscron)
25. Jean-Pierre de Clippele (arr.Bruxelles)
26. Jean-Maurice Dehousse (arr.Liège)
27. Albert Demuyter (arr.Bruxelles)
28. Adhémar Deneir (arr.Gand-Eeklo)
29. Paul Deprez (arr.Courtrai-Ypres)
30. Jos De Seranno, questeur (arr. Malines-Turnhout)
31. José Desmarets (arr.Bruxelles)
32. Roger De Wulf (arr.Bruxelles)
33. Mme Paula D'Hondt-Van Opdenbosch[3] (arr. Audenarde-Alost)
34. Maurice Didden (arr. Hasselt-Tongres-Maaseik)
35. Freddy Donnay (arr.Liège)
36. Jules Doumont (arr. Namur-Dinant-Philippeville)
37. Flandre (renonce en 1987) (arr.Charleroi-Thuin)
38. André Geens (arr.Audenarde-Alost)
39. Gaston Geens (arr.Louvain)
40. Jean Gevenois (arr. Mons-Soignies)
41. Jean Gillet (arr.Verviers)
42. Mme Marie-Thérèse Godinache-Lambert (arrts du Luxembourg)
43. André Grosjean (arr.Verviers)
44. Eric Gryp (arr.Gand-Eeklo)
45. François Guillaume (arr.Bruxelles)
46. Michel Hansenne[4] (arr.Liège)
47. Paul Hatry (arr.Bruxelles)
48. Edgard Hismans (arr.Mons-Soignies)
49. Gustave Hofman (arr.Liège)
50. Theo Kelchtermans (arr.Hasselt-Tongres-Maaseik)
51. Henri Knuts (arr.Hasselt/Tongres-Maaseik)
52. André Lagasse (arr.Bruxelles)
53. Roger Lallemand (arr.Bruxelles)
54. Jacques Laverge (arr.Courtrai-Ypres)
55. Pierre Lenfant (arr.Tournai-Ath-Mouscron)
56. Guy Lutgen[5] (arrts du Luxembourg)
57. Walter Luyten (arr.Malines-Turnhout)
58. Pierre Mainil[6] (arr.Mons-Soignies)
59. Prosper Matthys (arr. Termonde/Saint-Nicolas)
60. Mme Jacqueline Mayence-Goossens (arr. Charleroi-Thuin)
61. Oktaaf Meyntjens (arr.Anvers)
62. Guy Moens (arr. Hasselt-Tongres-Maaseik)
63. Georges Mommerency (arr. Furnes-Dixmude-Ostende)
64. Philippe Monfils (arr.Liège)
65. Alfons Op 't Eynde (arr.Hasselt-Tongres-Maaseik)
66. Yvan Ottenbourgh (arr.Louvain)
67. Mme Maria Panneels-Van Baelen, secrétaire (arr.Bruxelles)
68. Gaston Paque, questeur (arr.Liège)
69. Nestor Pécriaux (arr. Charleroi-Thuin)
70. Gilbert Pede (arr.Gand-Eeklo)
71. Edgard Peetermans (arr. Louvain)
72. Jean Poulain (arr. Namur/Dinant-Philippeville)
73. Édouard Poullet (arr. Bruxelles)
74. André Schellens (arr. Louvain)
75. Marcel Schoeters (arr. Anvers)
76. Willy Seeuws, secrétaire (arr.Gand-Eeklo)
77. Mme Clara Smitt (arr.Hasselt-Tongres-Maaseik)
78. Guy Spitaels (arr.Tournai-Ath-Mouscron)
79. Frank Swaelen (arr. Anvers)
80. Willy Taminiaux (arr. Mons-Soignies)
81. Théophile Toussaint(arr.Charleroi-Thuin)
82. Mme Maria Tyberghien-Vandenbussche (arr.Furnes-Dixmude-Ostende)
83. Jean-François Vaes (arr. Bruxelles)
84. Jef Valkeniers (arr. Bruxelles)
85. Rik Vandekerckhove, secrétaire (arr. Hasselt-Tongres-Maaseik)
86. Octaaf Van den Broeck, questeur (arr.Termonde-Saint-Nicolas)
87. Jacques Vandenhaute (arr. Bruxelles)
88. Marcel Vandenhove (arr.Courtrai-Ypres)
89. Frans Vanderborght (arr. Anvers)
90. Julien Vandermarliere (arr.Bruges)
91. Paul Van Der Niepen (arr.Audenarde-Alost)
92. Eloi Vandersmissen (arr. Hasselt-Tongres-Maaseik)
93. Victor Van Eetvelt (arr. Malines-Turnhout)
94. André Vanhaverbeke (arr.Roulers-Tielt)
95. Maurice Vanhoutte (arr.Malines-Turnhout)
96. Antoon Van Nevel (arr.Gand-Eeklo)
97. Roger Vannieuwenhuyze (arr. Roulers-Tielt)
98. Oswald Van Ooteghem (arr.Gand-Eeklo)
99. Antoon Vanoverstraeten (arr. Nivelles)
100. Mme Mariette Van Puymbroeck (arr.Anvers)
101. Robert Van Rompaey (arr.Malines-Turnhout)
102. Marcel Verdonck (arr. Termonde-Saint-Nicolas) (jusqu'au 17.1.1986 ; remplacé 23.1.1986 par Mariette Buyse
103. Louis Waltniel (arr.Audenarde-Alost)
104. Roger Windels (arr.Bruges)
105. Pierre Wintgens (arr.Verviers)
106. Jos Wijninckx (arr.Anvers)

### provinciaux
- Mme Magda Aelvoet
- Firmin Aerts[7]
- Vic Anciaux
- Georges Anthuenis
- André Bens
- Jean Bock
- Jos A. Bosmans
- Maurice Bourgois
- Walter Claeys (nl)
- Robert Close
- Robert Conrotte,questeur
- Mme Claudette Coorens
- Ferdinand De Bondt
- Paul De Kerpel
- Robert Delcroix (renonce en 1987)
- Mme Francine Demeulenaere-Dewilde
- Mme Lydia de Pauw-Deveen
- Pierre Descamps
- Georges De Smeyter
- Elie Deworme
- Isidore Egelmeers, 2e vice-président
- Georges Flagothier
- Marcel Friederichs
- Mlle Lucienne Gillet
- Pierre Hazette
- Robert Henrion, 3e vice-président
- Robert Hotyat
- André Kenzeler
- Maurice Lafosse
- Raymond Langendries
- Jean V. Leclercq
- Jacques Lepaffe
- Mme Marie-Louise Maes-Vanrobaeys
- Henri Mouton, secrétaire
- Jean Nicolas, secrétaire
- René Noerens, secrétaire (àpd 28.11.1985)
- Paul Pataer
- Léon Remacle
- Mme Monique Rifflet-Knauer
- Guy Saulmont
- Joseph Smitz
- Joos Somers
- Mme France Truffaut
- Mme Marylou Van den Poel-Welkenhuyzen
- Jozef Van Eetvelt
- Jos Vangeel (renonce en 1987)
- Paul Van Grembergen
- Robert Vanlerberghe
- Karel Verschueren
- Daan Vervaet
- Hugo Weckx

### cooptés
- Étienne Cerexhe
- Amedé De Baere
- Carlo De Cooman
- Jean-Luc Dehaene[8]
- Mme Janine Delruelle-Ghobert
- Yves de Wasseige
- Bernard Eicher
- Alfred Evers
- Pierre Falize
- Robert Gijs
- Lucien Glibert
- Lucienne Herman-Michielsens
- André Holsbeke
- Edward Leemans, président
- Mme Lisette Lieten-Croes
- Charles Minet
- Serge Moureaux
- Eric Pinoie
- Max Smeers
- Jean Sondag
- Mme Nora Staels-Dompas
- Mme Lise Thiry
- Georges Trussart
- Marcellus Van Daele
- Jozef Van In
- Lucien Willemsens